# فیات ۵۰۰ (۲۰۰۷)

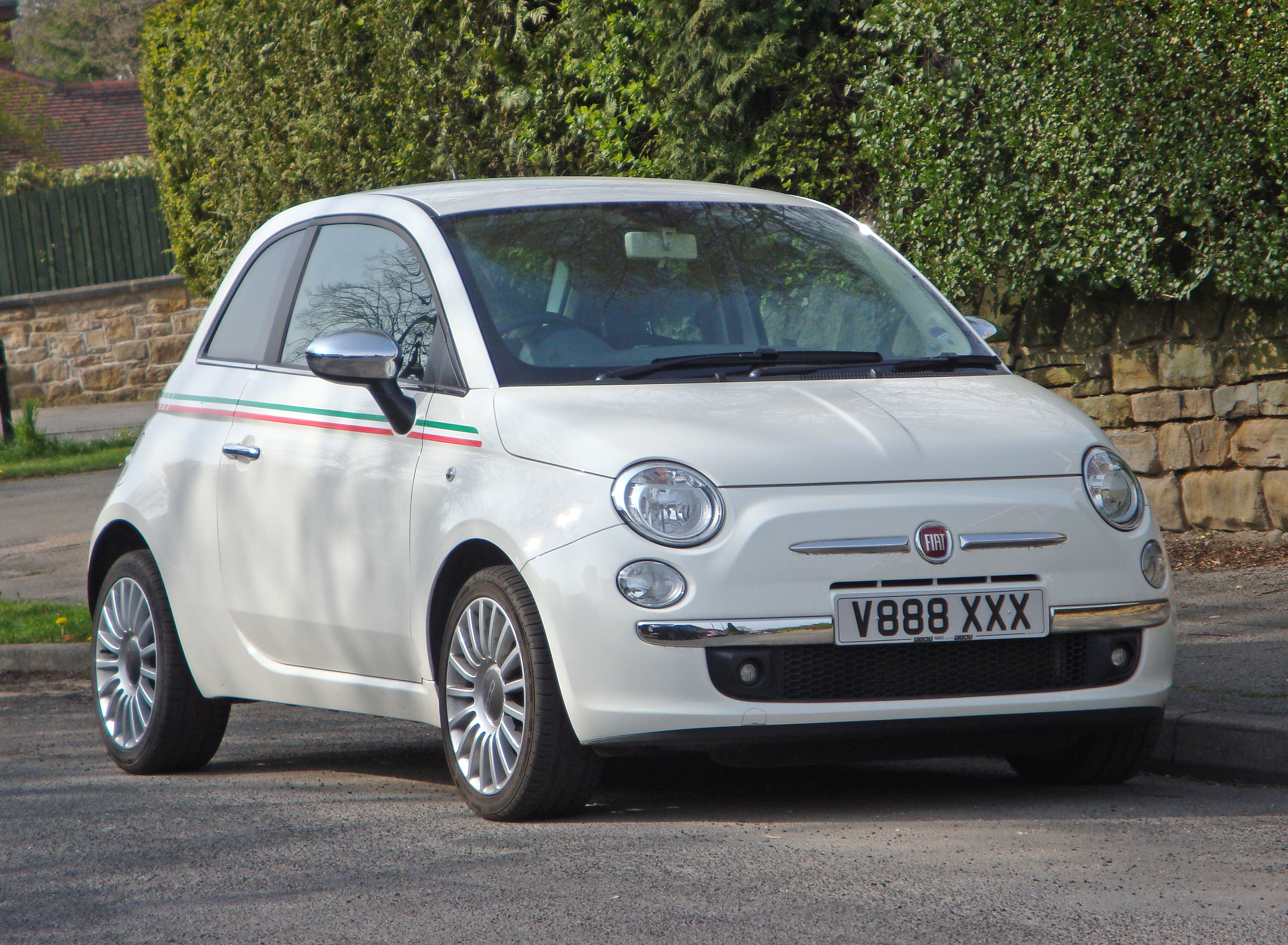

فیات ۵۰۰ (Fiat 500) خودرویی است که از سال ۲۰۰۷ تاکنون در تیشی تولید شده‌است.
این خودرو در کلاس خودرو شهری قرار گرفته و طراحی آن خودروهای موتور جلو-محور جلو بوده طول آن در حالت طبیعی ۳٬۵۴۶ میلیمتر (۱۳۹٫۶ اینچ) و عرض آن در حالت طبیعی ۱٬۶۲۷ میلیمتر (۶۴٫۱ اینچ) است. سیستم جعبه‌دندهٔ آن ۶ دنده به دو صورت خودکار و دستی است.